# Juraj Jambrešić
Juraj Jambrešić, magyarosan Jambressich György, névváltozat: Jambresich (Zala megye muraközi járása, 1686. április 16. – Zágráb, 1744. június 27.) horvát Jézus-társasági áldozópap és tanár, hittérítő, egyházi író.

## Élete
1705. október 30-án lépett a rendbe; a grammatikai osztályokban tanított, azután hittérítő volt Magyarországon, Horvátországban, Karintiában és Stájerországban. Szülei horvátok voltak, de ő derék magyarrá növekedett; nyolc nyelvet beszélt.
Kiadott több éneket és egyházi beszédet magyarul, írja Stoeger, de könyvészeti leírásukat nem adja.